# Seznam dílů seriálu Sue Thomas: Agentka FBI
Toto je seznam dílů seriálu Sue Thomas: Agentka FBI. V Česku jej premiérově vysílala TV Nova.

## Přehled řad
| Řada | Díly | Premiéra v USA | Premiéra v USA  | Premiéra v ČR      | Premiéra v ČR      |
| Řada | Díly | První díl      | Poslední díl    | První díl          | Poslední díl       |
| ---- | ---- | -------------- | --------------- | ------------------ | ------------------ |
| 1    | 19   | 13. října 2002 | 18. května 2003 | 28. února 2004     | 3. července 2004   |
| 2    | 19   | 5. října 2003  | 23. května 2004 | 10. července 2004  | 20. listopadu 2004 |
| 3    | 19   | 3. října 2004  | 22. května 2005 | 27. listopadu 2004 | 28. února 2006     |

## Seznam dílů

### První řada (2002–2003)
| Č. v seriálu | Č. v řadě | Původní název               | Český název          | Režie                           | Scénář                                      | Premiéra v USA     | Premiéra v ČR    |
| ------------ | --------- | --------------------------- | -------------------- | ------------------------------- | ------------------------------------------- | ------------------ | ---------------- |
| 1            | 1         | Pilot, Part 1               | Sue a Levi           | Larry A. McLean                 | Dave Alan Johnson a Gary R. Johnson         | 13. října 2002     | 28. února 2004   |
| 2            | 2         | Pilot, Part 2               | Mafie z východu      | Larry A. McLean                 | Dave Alan Johnson a Gary R. Johnson         | 13. října 2002     | 6. března 2004   |
| 3            | 3         | Bombs Away                  | Pryč s bombami       | J. Miles Dale a Larry A. McLean | Dave Alan Johnson a Gary R. Johnson         | 20. října 2002     | 13. března 2004  |
| 4            | 4         | Assassins                   | Nájemní vrahové      | Stephan Fanfara                 | Mark Lisson                                 | 27. října 2002     | 20. března 2004  |
| 5            | 5         | A Snitch in Time            | Práskač              | David Warry-Smith               | Kim Breyer-Johnson a Dave Alan Johnson      | 3. listopadu 2002  | 27. března 2004  |
| 6            | 6         | The Signing                 | Tichý zloděj         | Bruce Pittman                   | Dave Alan Johnson a Brad Markowitz          | 10. listopadu 2002 | 3. dubna 2004    |
| 7            | 7         | A Blast from the Past       | Ozvěna z minulosti   | Stephan Fanfara                 | Lance Kinsey                                | 24. listopadu 2002 | 10. dubna 2004   |
| 8            | 8         | Silent Night                | Tichá noc            | Alan Goluboff                   | Kim Breyer-Johnson a Joan Considine Johnson | 15. prosince 2002  | 17. dubna 2004   |
| 9            | 9         | Greed                       | Chamtivost           | David Warry-Smith               | Brad Markowitz                              | 12. ledna 2003     | 24. dubna 2004   |
| 10           | 10        | Diplomatic Immunity         | Diplomatická imunita | Holly Dale                      | Nickolas Barris                             | 19. ledna 2003     | 1. května 2004   |
| 11           | 11        | Dirty Bomb                  | Špinavá bomba        | Eleanor Lindo                   | Mark Lisson                                 | 2. února 2003      | 18. května 2004  |
| 12           | 12        | The Heist                   | Loupež               | Bruce Pittman                   | Kim Breyer-Johnson a Joan Considine Johnson | 9. února 2003      | 15. května 2004  |
| 13           | 13        | The Leak                    | Únik informací       | John Bell                       | Brad Markowitz                              | 16. února 2003     | 22. května 2004  |
| 14           | 14        | Missing                     | Pohřešovaná          | Bruce Pittman                   | Kim Breyer-Johnson a Joan Considine Johnson | 16. března 2003    | 29. května 2004  |
| 15           | 15        | Prodigal Father             | Nezvedený otec       | Larry A. McLean                 | Kim Breyer-Johnson a Joan Considine Johnson | 6. dubna 2003      | 5. června 2004   |
| 16           | 16        | He Said She Said            | Podraz               | Holly Dale                      | Gary R. Johnson a Brad Markowitz            | 27. dubna 2003     | 12. června 2004  |
| 17           | 17        | The Hunter                  | Lovec                | Eleanor Lindo                   | Dave Alan Johnson a Lance Kinsey            | 4. května 2003     | 19. června 2004  |
| 18           | 18        | The Fugitive                | Uprchlík             | John Bell                       | Kim Breyer-Johnson a Joan Considine Johnson | 11. května 2003    | 26. června 2004  |
| 19           | 19        | Billy the Kid Question Mark | Rošťák Billy         | Holly Dale                      | Dave Alan Johnson a Lance Kinsey            | 18. května 2003    | 3. července 2004 |

### Druhá řada (2003–2004)
| Č. v seriálu | Č. v řadě | Původní název                     | Český název                   | Režie             | Scénář                                                                        | Premiéra v USA     | Premiéra v ČR      |
| ------------ | --------- | --------------------------------- | ----------------------------- | ----------------- | ----------------------------------------------------------------------------- | ------------------ | ------------------ |
| 20           | 1         | Girl Who Signed Wolf              | Němý svědek                   | David Warry-Smith | Joan Considine Johnson a Nickolas Barris                                      | 5. října 2003      | 10. července 2004  |
| 21           | 2         | The Sniper                        | Odstřelovač                   | Holly Dale        | Dave Alan Johnson, Gary R. Johnson a Steven Dean Moore                        | 12. října 2003     | 17. července 2004  |
| 22           | 3         | Homeland Security                 | Bezpečnost vlasti             | Larry A. McLean   | Nickolas Barris, David Alan Johnson, Gary R. Johnson a Joan Considine Johnson | 2. listopadu 2003  | 24. července 2004  |
| 23           | 4         | Cold Case                         | Nevyřešený případ             | David Warry-Smith | Gary R. Johnson a Lance Kinsey                                                | 9. listopadu 2003  | 31. července 2004  |
| 24           | 5         | The Newlywed Game, Part 1         | Hra na novomanželé (1. část)  | Larry A. McLean   | Dave Alan Johnson a Gary R. Johnson                                           | 16. listopadu 2003 | 7. srpna 2004      |
| 25           | 6         | Breaking Up Is Hard to Do, Part 2 | Hra na novomanželé (2. část)  | J. Miles Dale     | Gary R. Johnson                                                               | 23. listopadu 2003 | 14. srpna 2004     |
| 26           | 7         | Bad Hair Day                      | Pech u kadeřníka              | Bruce Pittman     | Nickolas Barris a Joan Considine Johnson                                      | 11. ledna 2004     | 21. srpna 2004     |
| 27           | 8         | Political Agenda                  | Politický program             | Alan Goluboff     | Ken Hanes a Brad Markowitz                                                    | 18. ledna 2004     | 28. srpna 2004     |
| 28           | 9         | The Gambler                       | Hráč                          | Brad Markowitz    | Dave Alan Johnson                                                             | 8. února 2004      | 11. září 2004      |
| 29           | 10        | Into Thin Air                     | Beze stopy                    | David Warry-Smith | Kim Beyer-Johnson, Ken Hanes a Brad Markowitz                                 | 15. února 2004     | 18. září 2004      |
| 30           | 11        | To Grandmother's House We Go      | Babiččin dům                  | Holly Dale        | Kim Beyer-Johnson a Joan Considine Johnson                                    | 22. února 2004     | 25. září 2004      |
| 31           | 12        | The Lawyer                        | Advokátka                     | Larry A. McLean   | Nickolas Barris a Dave Alan Johnson                                           | 4. dubna 2004      | 2. října 2004      |
| 32           | 13        | The Holocaust Survivor            | Žena, která přežila holokaust | Dave Alan Johnson | Joan Considine Johnson                                                        | 11. dubna 2004     | 9. října 2004      |
| 33           | 14        | The Mentor                        | Školitel                      | Larry A. McLean   | Nickolas Barris a Dave Alan Johnson                                           | 18. dubna 2004     | 16. října 2004     |
| 34           | 15        | Rocket Man                        | Obchodník s raketami          | Holly Dale        | Kim Beyer-Johnson a Brad Markowitz                                            | 25. dubna 2004     | 23. října 2004     |
| 35           | 16        | Elvis Is in the Building          | Elvis přichází                | Bruce Pittman     | Gary R. Johnson, Joan Considine Johnson a James Keenly                        | 2. května 2004     | 30. října 2004     |
| 36           | 17        | Hit and Run                       | Přepadení                     | David Warry-Smith | Kim Beyer-Johnson a Joan Considine Johnson                                    | 9. května 2004     | 6. listopadu 2004  |
| 37           | 18        | Concrete Evidence                 | Přesvědčivý důkaz             | J. Miles Dale     | Steven Dean Moore                                                             | 16. května 2004    | 13. listopadu 2004 |
| 38           | 19        | The Kiss                          | Polibek                       | Larry A. McLean   | Ken Hanes                                                                     | 23. května 2004    | 20. listopadu 2004 |

### Třetí řada (2004–2005)
| Č. v seriálu | Č. v řadě | Původní název                  | Český název                 | Režie             | Scénář                                                                       | Premiéra v USA     | Premiéra v ČR      |
| ------------ | --------- | ------------------------------ | --------------------------- | ----------------- | ---------------------------------------------------------------------------- | ------------------ | ------------------ |
| 39           | 1         | Adventures in Babysitting      | Informátor v ohrožení       | Holly Dale        | Dave Alan Johnson a Gary R. Johnson                                          | 3. října 2004      | 27. listopadu 2004 |
| 40           | 2         | The Body Shop                  | Obchod s orgány             | Bruce Pittman     | Stephen Beck a Brad Markowitz                                                | 10. října 2004     | 4. prosince 2004   |
| 41           | 3         | Skin Deep                      | Zlý oheň                    | Stephan Fanfara   | Dave Alan Johnson, Gary R. Johnson, Joan Considine Johnson a Kathleen Taylor | 17. října 2004     | 11. prosince 2004  |
| 42           | 4         | The New Mafia                  | Nová mafie                  | Larry A. McLean   | Brian Bird a Bob Hamer                                                       | 31. října 2004     | 18. prosince 2004  |
| 43           | 5         | The Actor                      | Herec                       | J. Miles Dale     | Gary R. Johnson a Joan Considine Johnson                                     | 7. listopadu 2004  | 8. ledna 2005      |
| 44           | 6         | Planes, Trains and Automobiles | Letadla, vlaky, auta        | David Warry-Smith | Nickolas Barris, Dave Alan Johnson a Joan Considine Johnson                  | 14. listopadu 2004 | 15. ledna 2005     |
| 45           | 7         | Simon Says                     | Hra podle Simona            | Larry A. McLean   | Kim Beyer-Johnson a Brad Markowitz                                           | 21. listopadu 2004 | 10. února 2006     |
| 46           | 8         | Did She or Didn't She?         | Udělala to, nebo neudělala? | David Warry-Smith | Dave Alan Johnson a Gary R. Johnson                                          | 28. listopadu 2004 | 13. února 2006     |
| 47           | 9         | Fraternity                     | Náhodná setkání             | Holly Dale        | Nickolas Barris a Joan Considine Johnson                                     | 30. ledna 2005     | 14. února 2006     |
| 48           | 10        | Secret Agent Man               | Ztráta paměti               | Dave Alan Johnson | Dave Alan Johnson a Gary R. Johnson                                          | 13. února 2005     | 15. února 2006     |
| 49           | 11        | Spy Games                      | Špionážní hry               | Dave Alan Johnson | Stephen Beck a Joan Considine Johnson                                        | 20. února 2005     | 16. února 2006     |
| 50           | 12        | Boy Meets World                | Syn vraha                   | Holly Dale        | Nickolas Barris a Brad Markowitz                                             | 6. března 2005     | 17. února 2006     |
| 51           | 13        | False Profit                   | Falešný prorok              | Larry A. McLean   | Kim Beyer-Johnson a Joan Considine Johnson                                   | 13. března 2005    | 20. února 2006     |
| 52           | 14        | Who Wants to Be a Millionaire  | Kouzlo venkova              | Stephan Fanfara   | Stephen Beck a Gary R. Johnson                                               | 3. dubna 2005      | 21. února 2006     |
| 53           | 15        | The Bounty Hunter              | Lovec lidí                  | Larry A. McLean   | Ken Hanes a Lance Kinsey                                                     | 17. dubna 2005     | 22. února 2006     |
| 54           | 16        | Troy Story                     | Zklamaná důvěra             | Holly Dale        | Joan Considine Johnson                                                       | 1. května 2005     | 23. února 2006     |
| 55           | 17        | Mind Games                     | Muž ve stínu                | Larry A. McLean   | Nickolas Barris a Kim Beyer-Johnson                                          | 8. května 2005     | 24. února 2006     |
| 56           | 18        | Bad Girls                      | Dívky z lepších rodin       | Ken Hanes         | Gary R. Johnson                                                              | 15. května 2005    | 27. února 2006     |
| 57           | 19        | Endings and Beginnings         | Sbohem, a vítej zpátky, Sue | Dave Alan Johnson | Dave Alan Johnson                                                            | 22. května 2005    | 28. února 2006     |